# Žabaj
Lo Žabaj (in russo Жабай?, in kazako Жабай?, Jabai) è un fiume del Kazakistan, tributario di destra dell'Išim. Scorre nei distretti Sandyqtau e Atbasar della regione di Aqmola.
Il fiume ha origine su un pendio del monte Malinova; la direzione generale della corrente è sud-occidentale. Ha una lunghezza di 196 km, l'area del suo bacino è di 8 800 km².